# Aksel Møllers Have station
Aksel Møllers Have station är en station i stadsdelen Frederiksberg i Köpenhamn som är en del av Cityringen (M3), en av linjerna på Köpenhamns metro. Den invigdes 29 september 2019 i samband med öppningen av Cityringen.
Stationen ligger vid Aksel Møllers Have, som är uppkallad efter Frederiksbergs tidigare borgmästare Aksel Møller, och dess innerväggar är täckta med ljusbrunt tegel i olika nyanser.